# Ida Nicolaisen
Agnes Ida Benedicte Nicolaisen (født 10. juni 1940 i Hellerup) er en dansk antropolog og lektor ved Nordisk Institut for Asienstudier ved Københavns Universitet.
Hun har lavet feltstudier hos Haddadfolket i Tchad i 1963, hos tuaregerne i Niger i 1966 og ved flere langvarige ophold hos Punan Bah-folk i det centrale Borneo.
Ida Nicolaisen sidder i en række bestyrelser, blandt andet Det Udenrigspolitiske Selskab.
Frem til 2007 var hun i en årrække formand for Danidas Oplysningsudvalg, og hun er tillige vicepræsident i FNs "Permanente Forum for Oprindelige Folk".
Redaktør på nomadeforskningsprojektet delvist finansieret af Carlsbergfondet
1961 blev Nicolaisen gift med etnografen, professor Johannes Nicolaisen som døde 1980.
I 1990 blev hun gift med den nederlandsk-amerikanske fysiker Abraham Pais.
Han døde i 2000.
1995 blev hun Ridder af Dannebrog.

## Udvalgte udgivelser
- J. Robert Oppenheimer : A Life (2006 redaktør sammen med Joshua Pais)
- The Pastoral Tuareg I-II (1997 sammen med Johannes Nicolaisen)

## Henvisning
1. ↑  Hjalte Tin (31. marts 2010). "Dansker bag fortryllende historie om nomadefolk". politiken.dk.
2. 1 2 3  Dansk Kvindebiografisk Leksikon – Ida Nicolaisen
3. ↑  "Ida Nicolaisen blir 70". globalnyt.dk. 9. juni 2010.